# Under Pressure (My Chemical Romance e The Used)
Nel 2005 i gruppi musicali statunitensi My Chemical Romance e The Used hanno realizzato una cover di Under Pressure, il brano del 1980 dei Queen e di David Bowie, pubblicandola come singolo in collaborazione con il programma di donazioni per lo tsunami in Giappone della società benefica Music for Relief. Il brano è stato in seguito pubblicato come traccia bonus dell'edizione deluxe del secondo album dei The Used, In Love and Death.

## Classifiche
| Classifica (2005)         | Posizione massima |
| ------------------------- | ----------------- |
| Stati Uniti               | 41                |
| Stati Uniti (alternative) | 28                |
| Stati Uniti (pop)         | 28                |